# Manuel Gomes de Barros
Manoel Gomes de Barros é um político de Alagoas. Foi prefeito do município de União dos Palmares de 1977 a 1982.
Em 1988 se candidatou a prefeito pelo PFL tendo como vice Zé Pedrosa, mas, perdeu as eleições para Iran Menezes do Partido Trabalhista Brasileiro nome da oposição liderada por seu adversário ferrenho o então Deputado estadual Afrânio Vergeti PMDB.
Deputado Estadual por três mandatos consecutivo Como governador de Alagoas completou o mandato do governador Divaldo Suruagy e, no exercício do cargo, disputou a reeleição em 1998, perdendo o pleito para Ronaldo Lessa, do PSB, que com 387.021 ganhou as eleições no primeiro turno, contra 259.463 votos conferidos a Manuel Gomes de Barros.
Em 2012 novamente lançou sua candidatura a prefeito pelo PSDB tendo como vice o empresário Zé Clemente e apoiado pelo então prefeito Areski Freitas (Kil), mas, foi derrotado pelo médico Beto Baía do PSD que obteve 16.476 contra 14.999 votos conferidos a Mano.